# Nedožery-Brezany
Nedožery-Brezany este o comună slovacă, aflată în districtul Prievidza din regiunea Trenčín, pe malul râului Nitra. Localitatea se află la altitudinea de 296 m deasupra n.m., se întinde pe o suprafață de 24,16 km2 și în 2017 număra 2.137 de locuitori.

## Istoric
Localitatea Nedožery-Brezany este atestată documentar din 1264.

## Demografie
| An:                | 1994 | 2004   | 2014   | 2024   |
| ------------------ | ---- | ------ | ------ | ------ |
| Număr de persoane: | 1828 | 1940   | 2110   | 2054   |
| Diferență:         |      | +6,12% | +8,76% | −2,65% |

| An:                | 2023 | 2024   |
| ------------------ | ---- | ------ |
| Număr de persoane: | 2062 | 2054   |
| Diferență:         |      | −0,38% |